# Appendicula rupicola
Appendicula rupicola là một loài thực vật có hoa trong họ Lan. Loài này được (Ridl.) Rolfe mô tả khoa học đầu tiên năm 1914.